# Trattato di Parigi (1815)
Il secondo trattato di Parigi venne firmato il 20 novembre del 1815, dopo la sconfitta di Napoleone Bonaparte nella battaglia di Waterloo.
Dopo i Cento Giorni che seguirono alla fuga di Napoleone dall'Elba, i termini di pace furono più punitivi nei confronti della Francia di quelli del primo trattato di Parigi del 1814, negoziato da Charles Maurice de Talleyrand, grazie all'ampio appoggio che Napoleone aveva in Francia. La Francia si era vista ridotta alle sue frontiere del 1790, e aveva perso quanto conquistato dagli eserciti rivoluzionari tra il 1790 e il 1792; inoltre i trattati obbligavano la Francia a pagare 700 milioni di franchi a titolo di indennizzo per mantenere alcuni eserciti alleati di occupazione, composti da 150 000 uomini alle sue frontiere per almeno cinque anni. Benché inizialmente alcuni degli alleati, specialmente la Prussia, reclamarono una maggiore cessione di territori nell'est, la rivalità tra le stesse potenze alleate e il desiderio generale della Restaurazione francese della casa di Borbone, fecero sì che la pace risultasse meno onerosa di quello che avrebbe potuto essere. Questa volta, la Francia non firmò il trattato: il trattato fu firmato da Regno Unito di Gran Bretagna e Irlanda, Impero austriaco, Impero russo e Regno di Prussia.

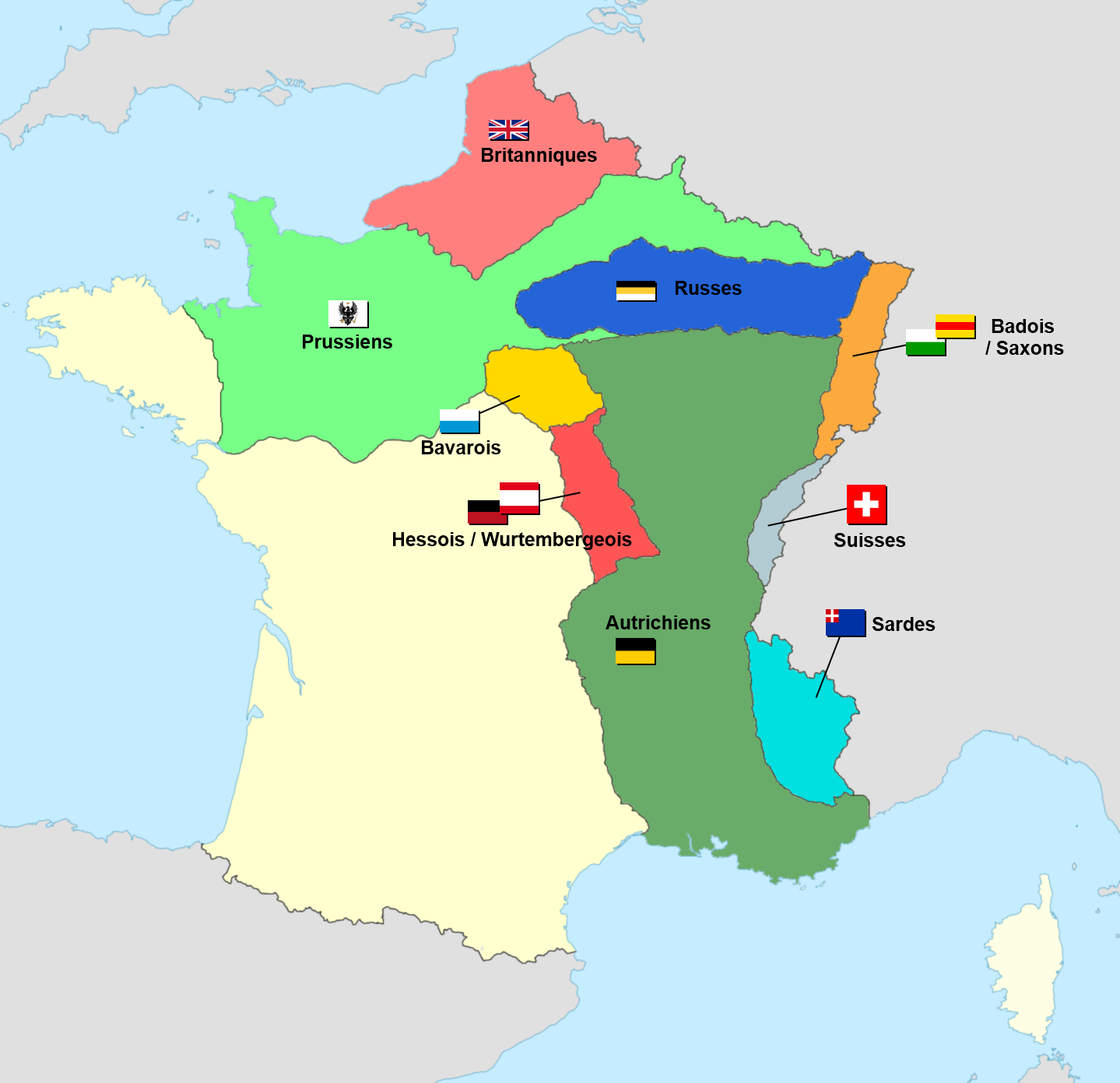
Carta raffigurante l'occupazione della Francia da parte degli Alleati tra il 1815 e il 1818.

Il trattato, promulgato a nome della Sacra ed Indivisibile Trinità, era un anticipo del ritorno dei Gesuiti esiliati e della nuova carta della religione, specialmente della Chiesa cattolica, come reazione all'era di Napoleone. Il trattato era breve, e oltre a preservare Francia ed Europa dalle convulsioni con le quali era stata minacciata dalle ultime imprese di Napoleone Bonaparte, i firmatari ripudiavano anche la Rivoluzione francese: ...per i metodi rivoluzionari riprodotti in Francia. 
Il trattato si presenta col desiderio di consolidare, mantenendo inviolabile l'autorità reale, e restaurando le operazioni della Lettera Costituzionale, l'ordine delle cose che erano state felicemente ristabilite in Francia. La Lettera Costituzionale alla quale si riferisce con tanta speranza, era la Costituzione francese del 1791, promulgata dall'antico regime in contrapposizione alla Rivoluzione. Le sue intenzioni per il governo della Francia potevano andare facilmente male nonostante... le paterne intenzioni del suo re, come il trattato sottolinea.
Il primo trattato di Parigi, del 30 maggio del 1814, e i verbali finali del Congresso di Vienna, del 9 giugno del 1815, furono confermati nella loro totalità in questo secondo trattato.
La decisione di Napoleone I durante i Cento Giorni di abolire il commercio degli schiavi nelle colonie francesi (sebbene fosse stato egli stesso ad averlo ristabilito nel 1801, in un quadro ancora più repressivo rispetto al vecchio regime) venne confermata dal trattato in un articolo aggiuntivo, ma non verrà applicata.
Lo stesso giorno, e in un documento separato, Regno Unito, Russia, Austria e Prussia rinnovavano la Quadruplice alleanza.

## Modifiche territoriali

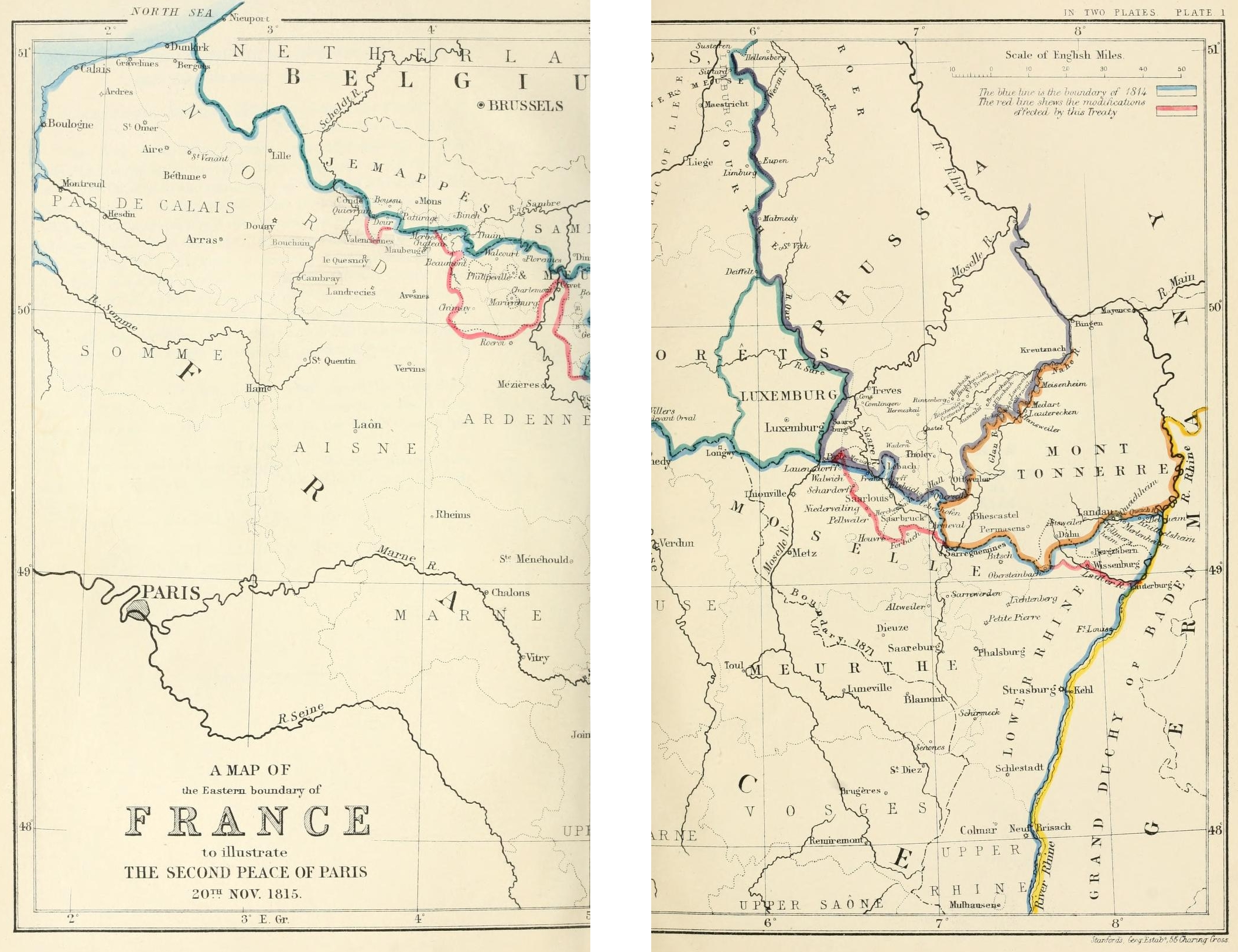
Una mappa del confine orientale della Francia per illustrare la seconda pace di Parigi, 20 novembre 1815

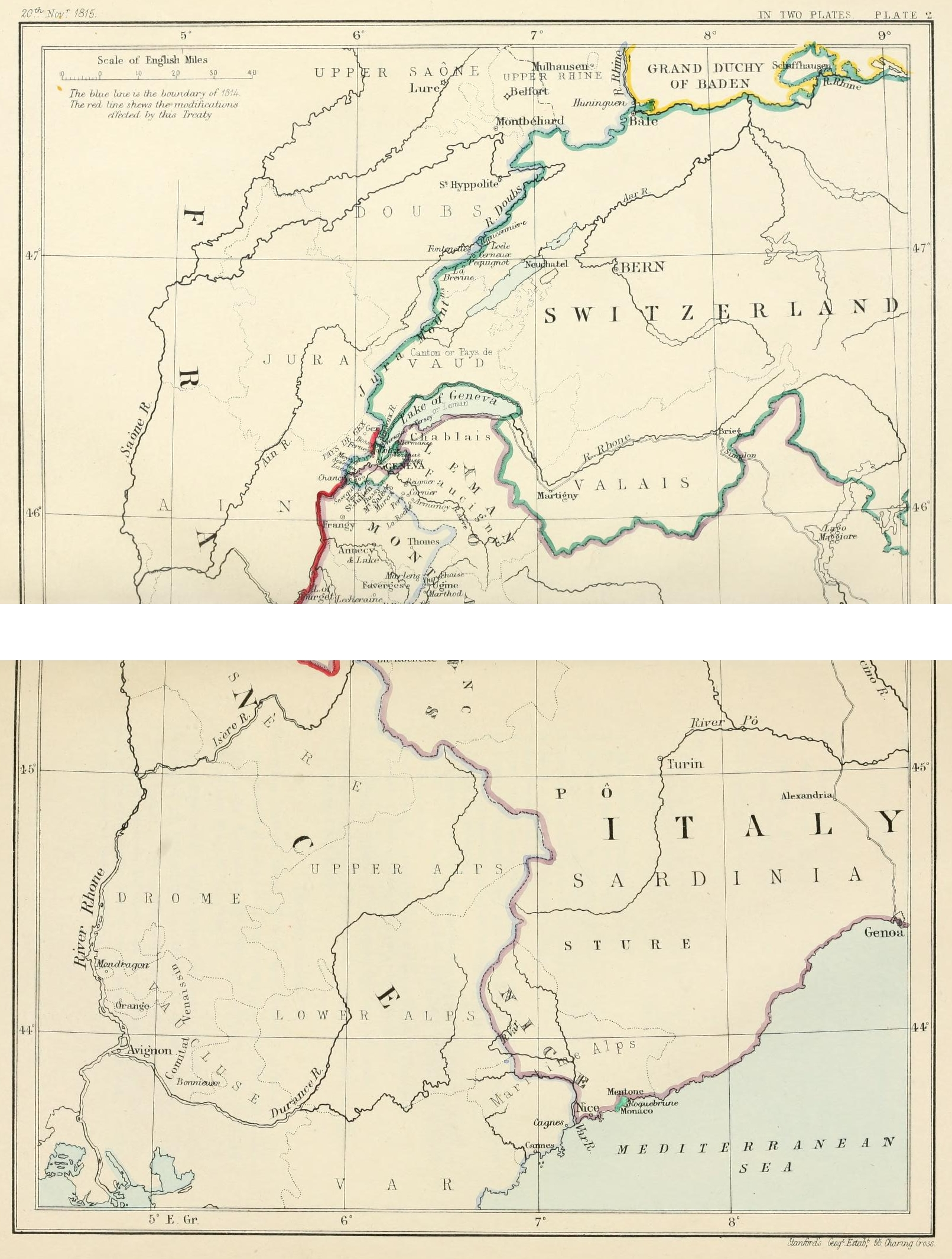
Frontiera sud-orientale della Francia dopo il trattato di Parigi (1815)

Con il trattato di Parigi la Francia è riportata ai suoi confini del 1790 (tranne che nel distretto di Saarlouis, ceduto al Regno di Prussia) e non più in quelli del 1º gennaio 1792 (come originariamente stabilito dal primo trattato di Parigi del 1814). Essa perde: Landau a favore del Regno di Baviera, Saarbrücken e Saarlouis a favore del Regno di Prussia, Bouillon, Philippeville, Mariembourg, Chimay e il cantone di Dour a favore del Regno Unito dei Paesi Bassi, così come il resto delle conquiste territoriali degli eserciti rivoluzionari nel 1790-1792, che il trattato precedente consentiva alla Francia di mantenere.
La Francia dovette cedere al Canton Ginevra sei comuni francesi, precedentemente facenti parte del dipartimento dell'Ain: Collex-Bossy (con Bellevue), Le Grand-Saconnex, Pregny-Chambésy, Vernier, Meyrin e Versoix per un totale 49,3 km².
La Francia dovette restituire al Regno di Sardegna il dipartimento del Monte Bianco - la parte occidentale della Savoia (con Annecy e Chambéry) che era rimasta alla Francia in base al primo trattato di Parigi del 1814 - e il protettorato sul principato di Monaco.

## Il pagamento delle indennità di guerra
Se prima dei cento giorni la Francia era riuscita a evitare (con il primo trattato di Parigi) oneri pecuniari, con il ritorno e la sconfitta di Napoleone, la Francia, come già detto fu costretta a pagare 700 milioni di franchi e subire l'occupazione delle truppe della settima coalizione, oltre che mantenere queste ultime. Data la situazione, il primo ministro di Luigi XVIII, il duca di Richelieu, fu costretto al prestito estero; l'affare fu agguantato dalla banca/famiglia scozzese/olandese degli Hope & Co. e dalla banca/famiglia inglese dei Baring Brothers & Co.
Il primo prestito da 200 milioni venne garantito nel febbraio del 1817, un secondo prestito da 115 milioni venne garantito in luglio mentre nel maggio del 1818 venne rilasciato un ultimo prestito da 265 milioni. Il prestito assunto dalle due banche venne comunque sottoscritto da altre banche, e i titoli furono collocati in tutti i centri finanziari europei, soprattutto in Francia.